# Třída Isuzu
Třída Isuzu byla lodní třída fregat Japonských námořních sil sebeobrany. Skládala se ze čtyř jednotek, sloužících v letech 1961–1993. Byly to poslední japonské válečné lodě vyzbrojené klasickými 533mm torpédomety. Japonsko plavidla tradičně klasifikovalo jako eskortní torpédoborce, čemuž odpovídala trupová čísla s kódem DE (Destroyer Escort).

## Stavba
Celkem byly v letech 1960–1964 postaveny čtyři jednotky této třídy. Dvě byly objednány v rámci programu z roku 1959 a další dvě v rámci programu z roku 1961.
Jednotky třídy Isuzu:
| Jméno             | Založení kýlu   | Spuštěna        | Vstup do služby   | Status                                                           |
| ----------------- | --------------- | --------------- | ----------------- | ---------------------------------------------------------------- |
| Isuzu (DE-211)    | 16. dubna 1960  | 17. ledna 1961  | 29. července 1961 | od roku 1988 pomocná loď (ASU-7015), vyřazena 25. března 1992    |
| Mogami (DE-212)   | 4. srpna 1960   | 7. března 1961  | 28. září 1961     | od roku 1987 cvičná loď (TV-3505), vyřazena 20. června 1991      |
| Kitakami (DE-213) | 7. června 1962  | 21. června 1963 | 1. února 1964     | od roku 1990 pomocná loď (ASU-7016), vyřazena 16. listopadu 1993 |
| Ói (DE-214)       | 10. června 1962 | 15. června 1963 | 1. února 1964     | od roku 1990 pomocná loď (ASU-7017), vyřazena 15. února 1993     |

## Konstrukce

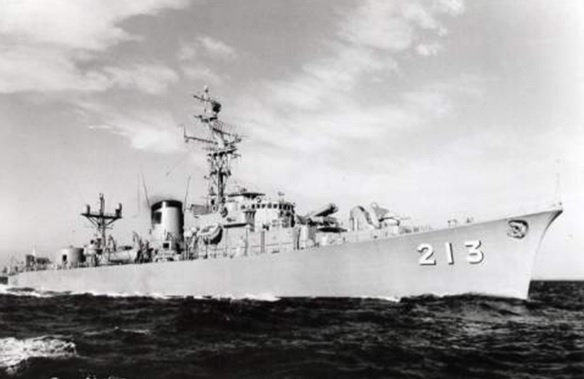
Kitakami (DE-213)

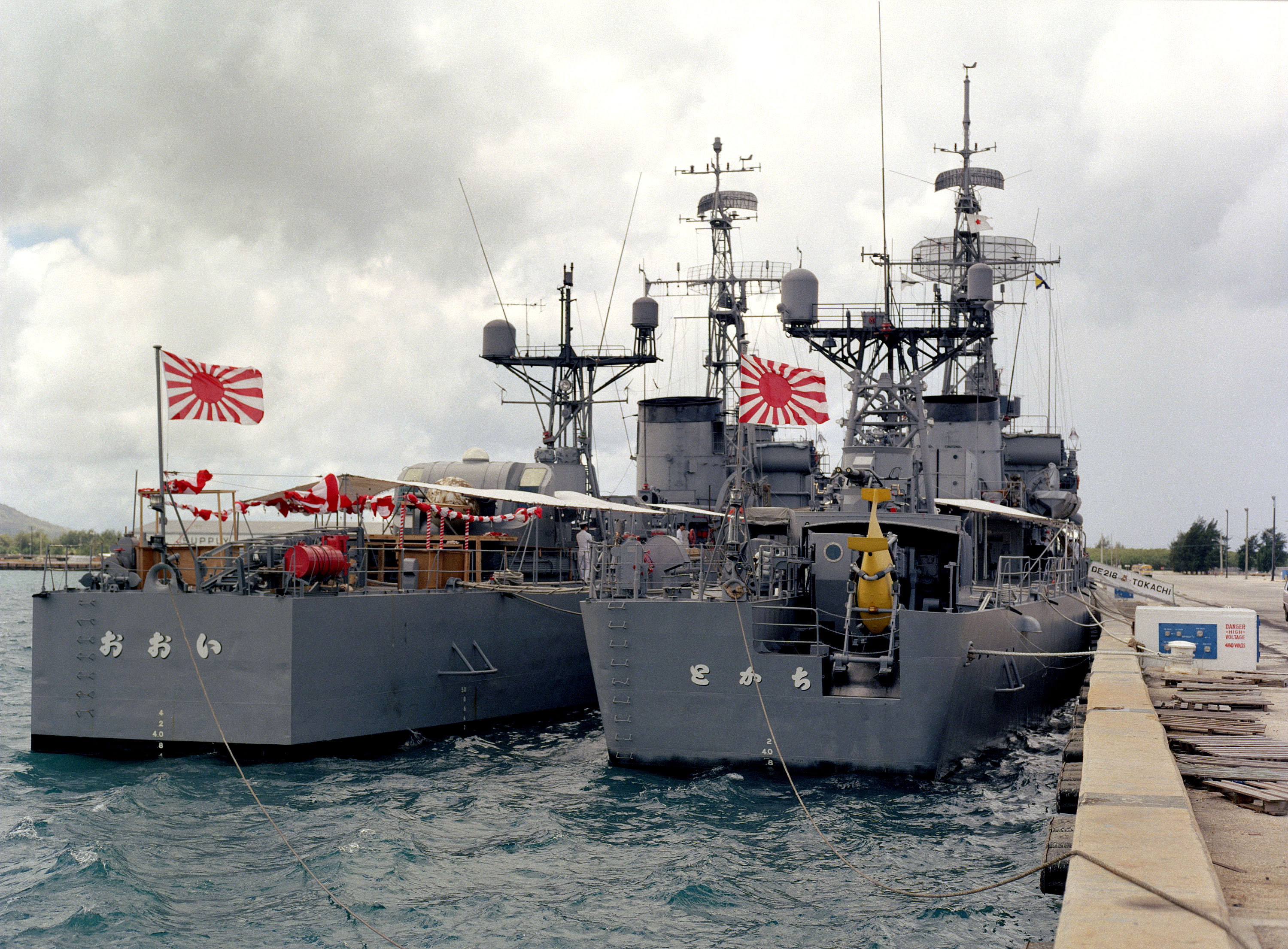
Fregata třídy Čikugo Tokači (DE-218) a fregata třídy Isuzu Ói (DE-214)

Fregaty byly vyzbrojeny čtyřmi 76,2mm kanóny ve dvoudělových věžích – jedné na přídi a druhé na zádi. Mezi přední dělovou věží a můstkem se u prvního páru fregat nacházel vrhač raketových hlubinných pum Mk 108. Ten se ale neosvědčil a zbylé dvě fregaty na jeho místě nesly čtyřhlavňový 375mm protiponorkový raketomet Bofors. Protiponorkovou výzbroj doplňovaly dva trojité 324mm torpédomety, dále jeden klasický vrhač a jedna skluzavka hlubinných pum. Údernou výzbroj tvořil čtyřhlavňový 533mm torpédomet. Elektroniku tvořily radary OPS-1, OPS-16 a trupový sonar SQS-29. Pohonný systém tvořily čtyři diesely o výkonu 16 000 bhp. Nejvyšší rychlost dosahovala 25 uzlů.

### Modernizace
U prvního páru byl v letech 1974–1975 vrhač Mk 108 nahrazen 375mm protiponorkovým raketometem Bofors. Mogami a Kitakami byly v letech 1966 a 1968 vybaveny vlečným sonarem OQA-1, který na zádi nahradil vrhač a skluzavku hlubinných pum. V letech 1987–1990 byly všechny fregaty upraveny na cvičné lodě. Mimo jiné byly demontovány 533mm torpédomety a sonar.